# ديف كول (نحات)
ديف كول (بالإنجليزية: Dave Cole)‏ هو نحات أمريكي، ولد في 1975 في لبنان في الولايات المتحدة.

## وصلات خارجية
- الموقع الرسمي